# 防災管理点検資格者
防災管理点検資格者（ぼうさいかんりてんけんしかくしゃ、英：Inspector of the Fire and Disaster Prevention Management）は、消防法施行規則（昭和36年自治省令第6号）に定めのある大規模建築物等に実施が義務付けられている防災管理業務の実施状況について、定期的な点検ができる国家資格である。

また、防災管理点検資格者は、防災管理業務の遂行上管理的・監督的地位にある場合において防災管理者となることができる（消防法施行規則第51条の5第1の2号）。

## 概要
平成19年6月の消防法改正により、大規模建築物等については、防災管理業務の実施が義務づけられ、その実施状況を毎年1回定期的に防災管理点検資格者に点検させ、その結果を消防機関に報告する防災管理点検報告制度が創設された。
一般財団法人日本消防設備安全センター（以下、「安全センター」という。）は、総務大臣の登録講習機関として防災管理点検資格者講習を全国各地で実施している。

## 防災管理点検報告が必要な大規模建築物等
防災管理点検報告が必要な大規模建築物等は、次のとおりとされている。

## 新しく資格を取得する講習

### 講習の内容
講習は、2日間実施され、講習の最後には、1時間の修了考査が行われる。
| 日程  | 時間           | 講習科目等                 |
| ----- | -------------- | -------------------------- |
| 第1日 | 9：30～9：50   | 受付                       |
| 第1日 | 9：50～10：00  | 講習についての説明         |
| 第1日 | 10：00～11：30 | 防災管理の意義及び制度     |
| 第1日 | 12：30～14：00 | 防災管理に係る訓練及び教育 |
| 第1日 | 14：10～15：40 | 防災管理に係る消防計画     |
| 第2日 | 9：30～9：50   | 受付                       |
| 第2日 | 9：50～11：50  | 防災管理対象物の点検要領   |
| 第2日 | 12：50～14：20 | 防災管理対象物の点検要領   |
| 第2日 | 14：30～14：40 | 修了考査の説明             |
| 第2日 | 14：40～15：40 | 修了考査                   |

### 受講資格
講習は、次の６項目の受講資格のうちのいずれかに該当しなければ受けることができない。
- 防災管理者として、3年以上その実務の経験を有する者
- 防災管理講習修了者で、5年以上その実務の経験を有する者
- 市町村の消防職員として防災管理業務について、1年以上その実務の経験を有する者
- 市町村の消防職員として、5年以上その実務の経験を有する者
- 市町村の消防団員として、8年以上その実務の経験を有する者
- 防火対象物点検資格者として、3年以上その実務の経験を有する者

### 受講科目の一部免除
一定の要件に該当する者は、科目の受講免除を申請できる。ただし、修了考査は免除されない。

### 受講料等
科目免除等の有無により18,500円（消費税込）と17,400円（消費税込）に区分される（払込手数料は受講者負担。受講料のほか、合否判定結果通知郵送料82円が必要。）。

### 修了考査
- 修了考査は、科目免除をされた者を含め全員がすべての問題に解答する。修了考査の科目免除はない。
- 修了考査は、「防災管理の意義及び教育制度関係（防災管理の意義及び制度、防災管理に係る訓練及び教育、防災管理に係る消防計画）」9問、「点検要領関係（防災管理対象物の点検要領）」7問に区分し、合計16問を出題。各分類ごとに50%以上で、全体の出題数の70%以上正解すると合格となる。
- 修了考査の結果は、講習終了後おおむね30日後に通知し、安全センターのホームページ[1]でも公表する。

### 再考査
- 修了考査で不合格となった場合には、修了考査を受けた日から1年以内に1回に限り修了考査を受け直すことができる。
- 再考査は、各講習会における講習2日目の修了考査に併せて実施される。
- 再考査手数料は、3,390円（消費税込）。払込手数料は受講者負担。

## 5年ごとの再講習
防災管理対象物が大規模化及び深層化し、災害危険も複雑多様化するなかで、防災管理のあり方や法規制においても変化し改正されていくことから、これらに対応した的確な最新の知識を得るために、防災管理点検資格者には、再講習が義務づけられている。

### 再講習受講期限
- 免状の交付を受けた日以後における最初の4月1日から5年以内（再講習受講期限の延長が認められた場合にあっては、「再講習受講期限延長承認書」の延長期限の日まで）ごとに再講習を受講しなければならない。
- 再講習を受講しなかった場合には、消防法施行規則第51条の12第4項の規定により資格が喪失する。

### 再講習受講期限の延長
次に掲げる事情により、安全センターが免状の有効期限内に再講習を受講できないことを認めた場合には、免状の有効期限の日から1年以内に限り再講習受講期限の延長が認められる（平成20年消防庁告示第20号）。再講習受講期限の延長を必要とする場合には、免状の有効期限の日までに「防災管理点検資格者再講習受講期限延長申請書」に、再講習を受講することができない事情を証明する書類を添えて安全センターに申請する。申請書は、ダウンロードできる。
- 海外旅行をしていること。
- 災害による被害を受けていること。
- 病気にかかり、又は負傷していること。
- 法令の規定により身体の自由を拘束されていること。
- 社会の慣習上又は業務の遂行上やむを得ない緊急の用務が生じていること。
- その他、安全センターがやむを得ないと認める事情があること。

## 資格の喪失
防災管理点検資格者は、次のいずれかに該当するときには、その資格を喪失する（消防法施行規則第51条の12第4項）。
- 精神の機能の障害により防災管理点検資格者の業務を適正に行うに当たって必要な認知、判断及び意思疎通を適切に行うことができなくなったことが判明したとき。
- 禁錮以上の刑に処せられたとき。
- 法に違反し、罰金の刑に処せられたとき。
- 建築物その他の工作物の防災管理上必要な事項等の点検を適正に行っていないことが判明したとき。
- 資格、実務の経験等を偽ったことが判明したとき。
- 消防庁長官が定める期間ごとに登録講習機関の講習を修了し、当該登録講習機関が発行する免状の交付を受けなかったとき。